# ناحیه ادامز، بخش هیلسدان، میشیگان
ناحیه ادامز، بخش هیلسدان، میشیگان (به انگلیسی: Adams Township, Hillsdale County, Michigan) در ایالات متحده آمریکا است که در میشیگان واقع شده‌است.

## خصوصیات
ناحیه ادامز ۹۳٫۴ کیلومترمربع مساحت و ۲٬۴۹۸ نفر جمعیت دارد و ۳۴۹ متر بالاتر از سطح دریا واقع شده‌است.